# Layne Staley
Layne Thomas Staley, nato Layne Rutherford Staley (Kirkland, 22 agosto 1967 – Seattle, 5 aprile 2002), è stato un cantante statunitense.
Cofondatore e frontman del gruppo grunge Alice in Chains e dei Mad Season, è ricordato soprattutto per la sua voce carica di emotività e per la sua personalità chiusa e tormentata, che lo resero una delle icone di questo genere. I suoi disturbi psichici, uniti alla dipendenza da eroina, lo logorarono lentamente fino a ucciderlo.
È inserito tra i 10 migliori cantanti rock di tutti i tempi secondo Made Manual e al ventisettesimo tra i migliori cantanti metal di tutti i tempi secondo Hit Parader.

## Biografia

### Infanzia e adolescenza

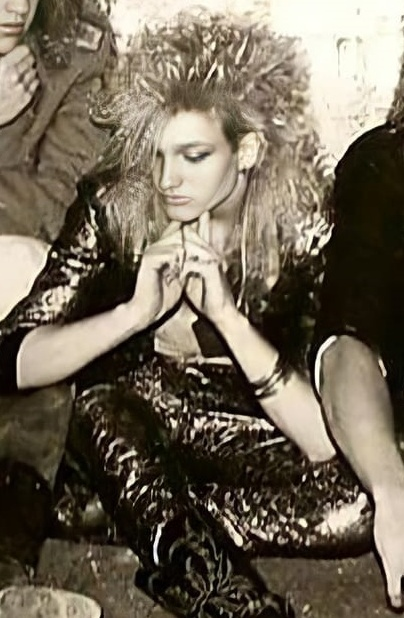
Layne Staley nel 1987

Layne nacque a Kirkland, nello stato di Washington, primogenito di Nancy Elizabeth Layne (che gli diede per nome il proprio cognome da nubile) e Philip Blair Staley, detto Phil. Dopo di lui, nel settembre 1970, nacque la sorella Elizabeth Audreyann Staley, detta Liz. Il padre, spesso assente tutto il giorno per lavoro, era solito rientrare la sera con gli amici, con i quali spesso trascorreva le nottate a consumare alcolici e droghe lasciando poi alla moglie il compito di ripulire la casa.
Bambino molto sveglio e acuto, Staley manifestò sin dalla tenera età svariati interessi, primo fra tutti quello per la musica: già da piccolo, infatti, cantava con un gruppo di bambini dell'asilo. All'età di sette anni, probabilmente in seguito alla scoperta da parte della madre di un presunto coinvolgimento del marito Philip in attività criminose legate alla droga, i suoi genitori divorziarono, e sua madre si impiegò in una banca come addetta alle pubbliche relazioni. Nel luglio 1975 sua madre Nancy si risposò con James Kenneth Elmer, detto Jim, un uomo, appassionato maratoneta e fotografo, che lavorava come perito nella sua stessa banca, divorziato con un figlio, Ken Elmer, che venne accolto in casa divenendo per Layne un fratello acquisito.
Quando Elton John a ottobre dello stesso 1975 si esibì al Seattle Center Coliseum, il patrigno Jim Elmer, fan dell'artista inglese, portò Layne con sé all'evento: per Layne Staley, allora bambino di otto anni, fu il primo concerto da spettatore. Nel gennaio 1978 nacque Jamie Brooke Elmer, sorellastra di Layne. In seguito il patrigno lo portò anche a un concerto dei Van Halen, evento che rappresentò la scintilla che fece nascere in lui la passione per l'hard rock.
Durante le scuole superiori Layne Staley iniziò a manifestare i primi segni di disagio, partecipando a risse fra compagni e assumendo atteggiamenti violenti nei confronti degli insegnanti, tanto che la sua scuola decise di iscriverlo a un istituto per giovani affetti da problemi relazionali: questo portò Staley a una grave perdita di fiducia nei confronti della pubblica istruzione e fu in questo periodo che iniziò a scrivere frammenti di poesie e pensieri; amava ascoltare gruppi come Anthrax, Van Halen, Black Sabbath e Judas Priest, aveva iniziato a suonare la batteria e faceva parte di una band, gli Sleeze. Nello stesso periodo iniziò a fumare sia sigarette sia marijuana e a consumare frequentemente alcol. Cambiò legalmente l'odiato secondo nome Rutherford in Thomas, in onore del batterista dei Mötley Crüe Thomas Lee Bass, noto come Tommy Lee.
Layne iniziò la sua storia musicale studiando canto presso la scuola nella vicina Seattle del Maestro David Paul Kyle, uno dei più importanti insegnanti statunitensi che tra l'altro impostò molte altre 'stars' della musica rock come per esempio Geoff Tate dei Queensrÿche e Ann Wilson del gruppo Heart, e molti cantanti di Opera come per esempio Marilyn Horne, Jesse Thomas, e Frederica Von Stade.

### Gli Alice in Chains
Layne ospitò Jerry Cantrell alla Music Bank di Seattle, dove era andato a vivere quando la madre lo allontanò da casa. Lasciati gli Sleeze, Layne si unì a Jerry per formare prima gli Alice ‘n Chains che venne cambiato successivamente in Alice in Chains (nome scelto dal cantante stesso). Alla neonata band si unirono il bassista Mike Starr e il batterista Sean Kinney nel 1987.
Dopo aver parlato con varie case discografiche, nel 1989 gli Alice in Chains firmarono un contratto con la Columbia Records; realizzeranno tre album (Facelift, Dirt e Alice in Chains), due EP (Sap e Jar of Flies) e un live Unplugged, una delle ultime apparizioni in pubblico di Layne.
Gli anni del successo degli Alice in Chains coincisero con il periodo più difficile per Layne: l'uso di eroina era sempre più elevato e frequente e faticava a reggere le tournée del gruppo (gli ultimi due album non furono supportati da un tour a causa dei problemi di salute del leader); entrò più volte in clinica per disintossicarsi, ma non ne uscì mai completamente pulito.

### I Mad Season

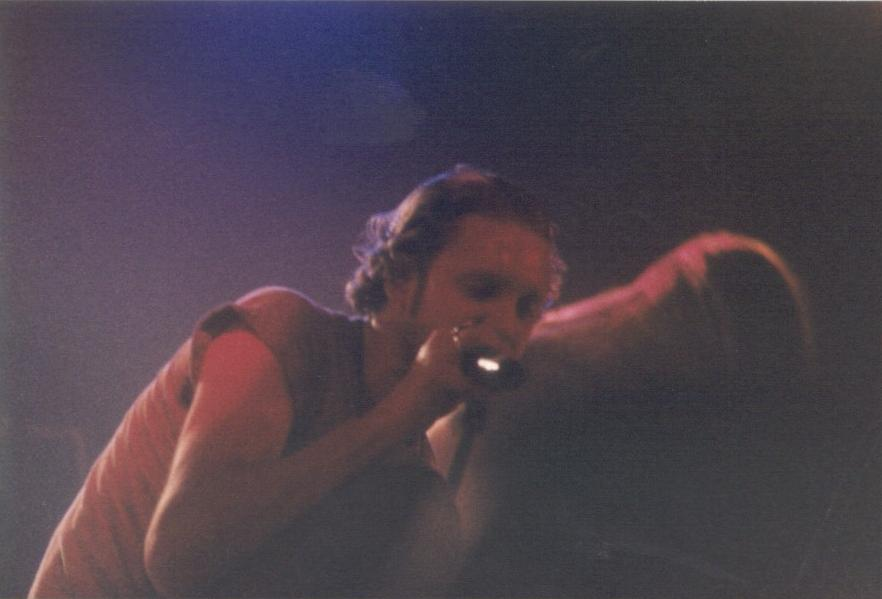
Staley in concerto

Nel 1994, durante una pausa con gli Alice in Chains in seguito alla pubblicazione di Jar of Flies, Layne entrò a far parte dei Mad Season, nati da un'idea di Mike McCready (Pearl Jam) e John Baker Saunders (The Walkabouts), che incontrandosi in una clinica di riabilitazione decisero di dedicarsi a un progetto comune per allontanarsi dalla droga. I Mad Season pubblicarono un solo album, Above, nel 1995, che fu un buon successo (disco d'oro) soprattutto grazie al singolo River of Deceit, che ottenne discreti piazzamenti in classifica, e alla collaborazione di Mark Lanegan degli Screaming Trees, grande amico di Staley.
In seguito alla ricaduta di Staley nella droga, il gruppo entrò in una lunga pausa durante la quale cominciano a girare voci riguardo alla futura presenza di Lanegan al posto di Layne alla voce. La morte del bassista John Baker Saunders in seguito a un'overdose nel 1999, tuttavia, stroncò tutte le possibilità di questo nuovo progetto.

### Gli ultimi anni
Il mattino di martedì 29 ottobre 1996 morì quello che per Layne fu l'unico vero grande amore della sua vita, Demri Lara Parrott, eroinomane al punto da aver contratto una endocardite per cui si era reso necessario l'impianto di un pacemaker, senza più casa e ospite di amici e pusher, ridotta a prostituirsi e a rubare, uccisa da un'overdose avvenuta il giorno prima nell'automobile di un uomo, che l'aveva scaricata in ospedale e se n'era andato. Roso dai sensi di colpa per non averla allontanata da quell'ambiente, nell'aprile 1997 tramite una società denominata Larusta Trust, dell'inesistente John Larusta (un proprio alias per mantenere anonimato), acquistò un ampio appartamento al quinto piano di un condominio nello University District di Seattle, facendovi impiantare un maxischermo per giocare ai videogiochi, e vi si rinchiuse con la sua gatta Sadie, smettendo definitivamente di farsi vedere in pubblico, logorato psicologicamente e fisicamente dall'eroina. Nel 1998 collaborò con altri artisti (tra cui Tom Morello dei Rage Against the Machine) al progetto Class of '99, ma le sue condizioni erano ormai al limite, tanto da apparire nel video di Another Brick in the Wall Part 2 (cover dei Pink Floyd) solo attraverso vecchie registrazioni del Live at the Moore dei Mad Season di tre anni prima.
La sera di giovedì 4 aprile 2002 l'ex bassista Mike Starr, il quale compiva 36 anni, lo andò a trovare: Layne aveva la febbre. Guardarono insieme la televisione, e si soffermarono sullo show medianico Crossing Over with John Edward; Layne confessò che la notte precedente aveva percepito con certezza lo spirito di Demri. Conclusero la serata litigando poiché Mike voleva chiamare un medico, e Layne non voleva, minacciando di rompere l'amicizia se l'avesse chiamato; Mike Starr troncò il litigio andandosene, tra il disappunto e il dispiacere di Layne.
La sera di venerdì 19 aprile la madre, che non riusciva a contattare il figlio né al telefono né al citofono da diversi giorni, venne contattata dal batterista Sean Kinney: era da due settimane che Layne non muoveva denaro sul proprio conto corrente. La donna quindi assieme al proprio marito Jim Elmer entrò nel condominio fino alla porta dell'appartamento del figlio: vide fuori la posta impilata e sentì miagolare all'interno la sua gatta Sadie. Chiamò quindi la polizia, che forzò la porta e scoprì il corpo, seduto sul divano e in decomposizione. La polizia sconsigliò alla madre di entrare, ma ella volle espressamente vedere il figlio morto.
Il giorno dopo la scoperta del corpo si tenne una veglia all'International Fountain, laddove era stato pianto Kurt Cobain, nata da un appello alla radio: vi parteciparono i familiari e gli amici musicisti, tra cui anche Chris Cornell e Eddie Vedder. Una seconda veglia "ufficiale" fu organizzata nel medesimo posto per permettere di onorare Staley a chi non aveva saputo della prima: si presentarono quattrocento ragazzi, la fontana fu chiusa e usata per esporre lettere, fiori, ricordi, candele. La gatta Sadie, miracolosamente sopravvissuta due settimane con il suo padrone morto, venne presa in casa dal chitarrista Jerry Cantrell. Domenica 28 aprile si tenne una cerimonia funebre a invito a Poulsbo, nella tenuta Kiana Lodge, luogo solitamente usato per celebrazioni matrimoniali, scelto in quanto era il posto dove Layne per un periodo aveva pensato di sposarsi con Demri. Nel frattempo, l'autopsia a cura del King County Medical Examiner scopriva che la morte era avvenuta due settimane prima del ritrovamento del corpo, venerdì 5 aprile (la stessa data in cui, esattamente 8 anni prima, sempre a Seattle era morto Kurt Cobain, nonché il giorno seguente alla visita di Mike Starr), e che era stata causata da un'overdose di speedball, un mix di eroina e cocaina, comunque dichiarata accidentale: la notizia venne divulgata martedì 7 maggio. Il corpo venne poi cremato, con le ceneri date alla madre per una conservazione privata. Nello stesso 2002 entrambi i genitori fondarono il "Layne Staley Memorial Fund", una comunità no-profit che si occupa della prevenzione e del recupero dei tossicodipendenti.

## Discografia

### Con gli Alice in Chains
- 1990 – Facelift
- 1991 – Live Facelift (album dal vivo)
- 1992 – Dirt
- 1992 – Sap (EP)
- 1994 – Jar of Flies (EP)
- 1995 – Alice in Chains
- 1995 – The Nona Tapes (video)
- 1996 – Unplugged (album dal vivo)
- 2000 – Live (album dal vivo)

### Con i Mad Season
- 1995 - Above
- 1995 - Live at the Moore (video)

### Collaborazioni
- 1998 – Artisti Vari – The Faculty (Music From The Dimension Motion Picture) (voce nel brano Another Brick In The Wall (Part 2) con i Class of '99)
- 1993 – Heart – Desire Walks On (voce ospite nel brano Ring Them Bells)
- 1996 – Second Coming – L.O.V.Evil (voce nel brano It's Coming After)